# Бостон-манор (станція метро)
51°29′44″ пн. ш. 0°19′31″ зх. д. / 51.4955° пн. ш. 0.3252° зх. д.
Бостон-манор (англ. Boston Manor) — станція Лондонського метро у Бостон-манор на межі боро Гаунслоу та Ілінг, Західний Лондон. Станція знаходиться на відгалуженні Хітроу лінії Пікаділлі, між станціями Нортфілдз та Остерлі, у 4-й тарифній зоні. В 2017 році пасажирообіг станції становив 2.29 млн осіб.

## Конструкція станції
Конструкція станції — відкрита естакадна з двома прямими береговими платформами.

## Історія
- 1 травня 1883: відкриття станції як Бостон-роуд на лінії Metropolitan District Railway (MDR; сьогоденна лінія Дистрикт)[4][5]
- 13. червня 1905: завершення електрифікації колії
- 11. грудня 1911: станцію перейменовано на Бостон-манор
- 13 березня 1933: відкриття трафіку лінії Пікаділлі
- 9. жовтня 1964: припинення трафіку лінії Дистрикт[6]

## Пересадки
Пересадки на автобуси London Buses маршрутів: 195 та E8.

## Послуги
| Попередня станція | Лінія | Лінія                            | Лінія | Наступна станція |
| ----------------- | ----- | -------------------------------- | ----- | ---------------- |
| Остерлі           |       | Лондонське метро Лінія Пікаділлі |       | Нортфілдз        |